# Łańcut (comune rurale)
Łańcut è un comune rurale polacco del distretto di Łańcut, nel voivodato della Precarpazia.
Ricopre una superficie di 106,65 km² e nel 2004 contava 20 216 abitanti.
Il capoluogo è Łańcut, che non fa parte del territorio ma costituisce un comune a sé.